# Конечкова
Конечкова (пол. Konieczkowa) — село в Польщі, у гміні Небилець Стрижівського повіту Підкарпатського воєводства.
Населення — 1257 осіб (2011).

## Етнографія
Лінгвісти зараховували жителів даної місцевості до  замішанців — проміжної групи між лемками і надсянцями.

## Історія
Українці-грекокатолики села поступово зазнавали процесів латинізації та подальшої полонізації. Вони належали до парафії Близенька Короснянського деканату. Метричні книги велися з 1776 року.
Після Другої світової війни село опинилось на теренах ПНР.
У 1975-1998 роках село належало до Ряшівського воєводства.

## Демографія
Демографічна структура станом на 31 березня 2011 року:
|          | Загалом | Допрацездатний вік | Працездатний вік | Постпрацездатний вік |
| -------- | ------- | ------------------ | ---------------- | -------------------- |
| Чоловіки | 617     | 134                | 416              | 67                   |
| Жінки    | 640     | 127                | 365              | 148                  |
| Разом    | 1257    | 261                | 781              | 215                  |